# Vater der Braut (1991)
Vater der Braut (Originaltitel: Father of the Bride) ist eine US-amerikanische Filmkomödie aus dem Jahr 1991. Der Film ist eine Neuverfilmung des gleichnamigen Films aus dem Jahr 1950 mit Spencer Tracy und Elizabeth Taylor. Er spielte in den USA ca. 85 Millionen US-Dollar ein und gilt damit als finanziell erfolgreich. Der Regisseur war Charles Shyer; das Drehbuch schrieben er und Nancy Meyers auf der Grundlage des Originaldrehbuchs der Version von 1950, verfasst von Frances Goodrich und Albert Hackett. Die Hauptrollen spielten Steve Martin und Diane Keaton.
Im Jahr 1995 folgte die Fortsetzung Ein Geschenk des Himmels – Vater der Braut 2 – wiederum eine Neuverfilmung der Fortsetzung von 1952 mit Spencer Tracy und Elizabeth Taylor. 2020 folgte mit Father of the Bride Part 3 (ish) ein Kurzfilm, der auf Netflix veröffentlicht wurde. Mit Der Vater der Braut (2022) wurde eine Neuverfilmung produziert.

## Handlung
George Banks, ein in San Marino wohnhafter Unternehmer, ist schockiert. Seine Tochter Annie kündigt an, den Yuppie Bryan MacKenzie zu heiraten. Dieser ist aber nur ein freiberuflicher „Kommunikations-Ingenieur“. George hat sofort Vorurteile gegen seinen künftigen Schwiegersohn; hält ihn für eingebildet, was sich bei Bryans Besuch nicht bestätigt.
George und seine Frau Nina besuchen Bryans Eltern, wo es zu einer peinlichen Situation kommt, als George die Unterlagen der Gastgeber durchwühlt, um mögliche kriminelle Machenschaften zu überprüfen. Er lehnt zwar die Beteiligung von Bryans Eltern an den Kosten der Hochzeit ab, kritisiert aber jeden Kostenvoranschlag. Dabei freut er sich sogar, als er hört, dass eine entfernte Verwandte inzwischen verstorben ist – das senkt die Kosten. Schließlich rastet George in einem Supermarkt aus und wird verhaftet. Seine Frau Nina bezahlt die Kaution erst, nachdem George verspricht, sich ruhig zu benehmen.
Für zusätzliche Komik sorgt die Gestalt des Partyveranstalters Franck Eggelhoffer, der kaum Englisch spricht.
Es kommt zum Hochzeitstag, ein Streit zwischen Annie und Bryan wird von George geschlichtet. Dieser versteht, dass seine Tochter erwachsen ist und das Familienhaus verlassen muss; er akzeptiert es.

## Kritiken
Roger Ebert bezeichnete die Komödie in der Chicago Sun-Times vom 20. Dezember 1991 als „einen Film mit Herz“. Steve Martin gehöre nach Eberts Meinung zu den „einfühlsamsten“ Schauspielern. Der Film sei nicht so „doppelbödig“ und „aufschlussreich“ wie Eine Wahnsinnsfamilie, aber beinhalte viele Lacher und schaffe durchweg ein „gutes Gefühl“.

„Amüsanter Familienfilm mit einer Paraderolle für Starkomiker Steve Martin. Die durch neue Gags aufpolierte Komödie bleibt dem Geist der 50er Jahre in der Verklärung der heilen Familienwelt und der Hochzeit treu.“

## Auszeichnungen
Alan Silvestri gewann für seine Filmmusik den BMI Film Music Award. Kimberly Williams und Steve Martin wurden für den MTV Movie Award nominiert; Kieran Culkin wurde für den Young Artist Award nominiert.

## Synchronisation
| Figur              | Schauspieler              | Synchronsprecher   |
| ------------------ | ------------------------- | ------------------ |
| George Banks       | Steve Martin              | Eckart Dux         |
| Nina Banks         | Diane Keaton              | Monica Bielenstein |
| Annie Banks        | Kimberly Williams-Paisley | Bettina Weiß       |
| Bryan MacKenzie    | George Newbern            | Andreas Fröhlich   |
| Franck Eggelhoffer | Martin Short              | Reiner Kohler      |
| Hank               | David Pasquesi            | Santiago Ziesmer   |
| Howard Weinstein   | Bradley Darryl Wong       | Eberhard Prüter    |
| Joanna MacKenzie   | Kate McGregor-Stewart     | Regina Lemnitz     |
| John MacKenzie     | Peter Michael Goetz       | Klaus Sonnenschein |
| Reverend           | Ed Williams               | Alexander Herzog   |